# Bezzia setosinotum
Bezzia setosinotum är en tvåvingeart som beskrevs av Wirth och Eileen D. Grogan 1983. Bezzia setosinotum ingår i släktet Bezzia och familjen svidknott. Inga underarter finns listade i Catalogue of Life.